# Eden's Bowy
Eden's Bowy é uma série de mangá, criada por Kitsune Tennouji, publicada de 1993 a 2009, que recebeu adaptação para anime, em 1999. O mangá começou a ser publicado pela revista Comptiq e posteriormente migrou para a Shōnen Ace, onde permaneceu, desde 1996, sendo um dos títulos mais tradicionais da revista. A história foca em Jorrne (no anime japonês, voz de Kappei Yamaguchi), um jovem que é compelido a uma jornada onde precisa lutar contra deuses que criam guerras na Terra. Em sua aventura, ele conhece uma misteriosa elfa, Elisiss (no anime japonês, voz de Hekiru Shiina), por quem se apaixona. Entre seus adversários, destaca-se Miss Nyako, uma mulher-gato, ditadora da cidade robótica de Yuneas.